# Ligne d'Abidjan à Ouagadougou
La ligne d'Abidjan à Ouagadougou (dite aussi chemin de fer Abidjan-Niger) est une ligne de chemin de fer internationale qui relie le port d'Abidjan, en Côte d'Ivoire, à la ville d'Ouagadougou, au Burkina Faso. La ligne fait 1145 kilomètres, une des plus longues d'Afrique de l'Ouest. Elle était exploitée pendant l'époque coloniale par la Régie des chemins de fer Abidjan-Niger (RAN).

## Histoire

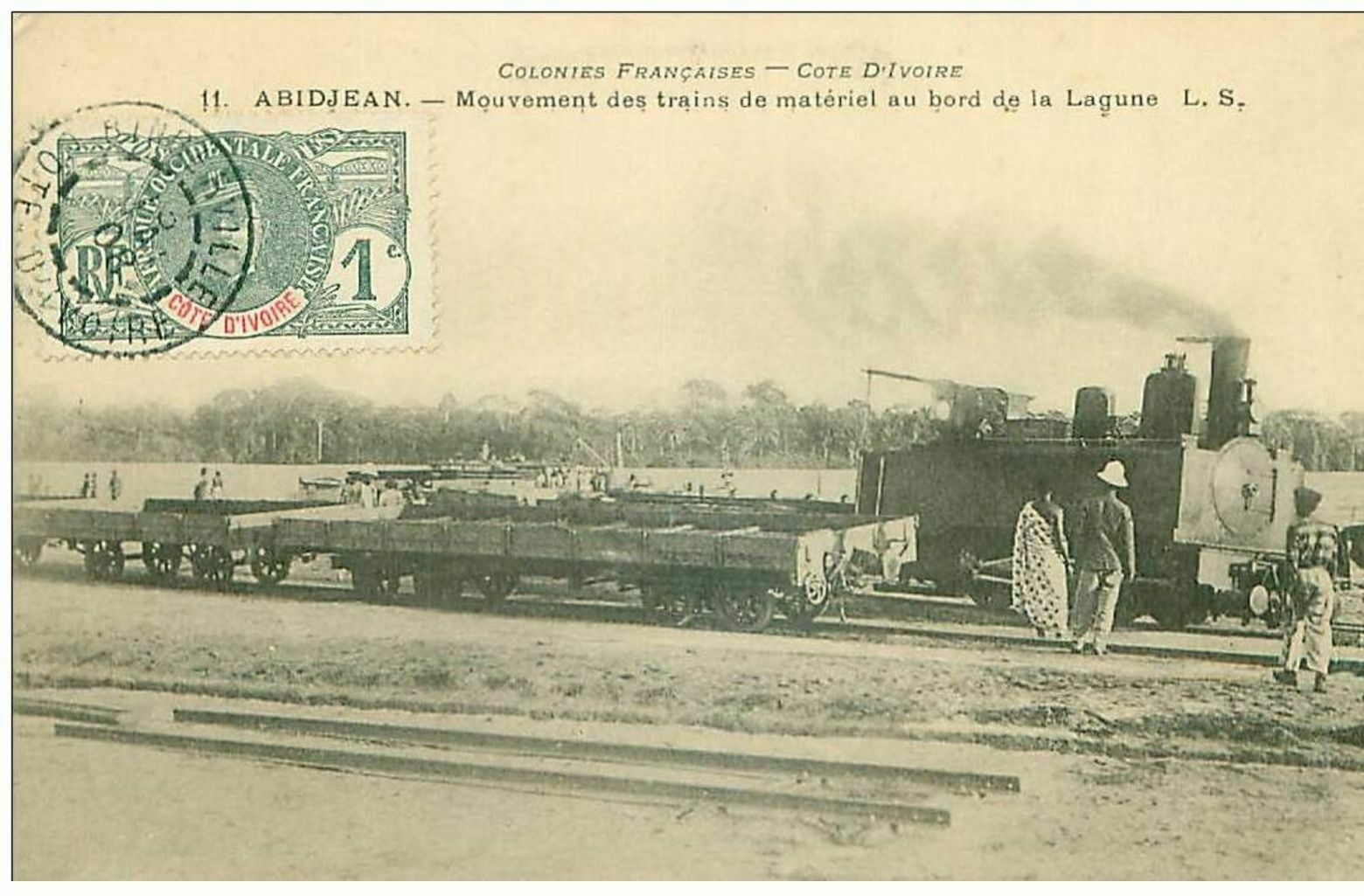
Mouvement des trains de matériel au bord de la Lagune d'Abidjan, AOF, 1908

En 1894, Jean-Baptiste Marchand alors capitaine, propose la création d'un chemin de fer permettant de relier le littoral et l'intérieur de la Côte d'Ivoire, qui est une colonie française autonome depuis le décret du 10 mars 1893. Plusieurs tracés sont étudiés par l'administration des travaux publics qui en 1903 choisi Abidjan comme point de départ d'une ligne allant vers le « pays baoulé ».
Le chantier débute peu de temps après et prend rapidement du retard du fait des difficultés rencontrées. Parmi elles, l’hostilité de certaines populations locales dont l'épisode le plus marquant est la révolte des Abé en 1910.
En 1913, le chantier arrive à Bouaké situé à 315 kilomètres d'Abidjan avant d'être suspendu en raison de la Première Guerre mondiale.
Les travaux reprennent en 1920, Ferkessedougou est atteint en 1929 et  Bobo-Dioulasso en 1934, au point kilométrique 800. La progression du chantier est stoppée pour reprendre la section d'Abidjan à Agboville.
Très ralentie pendant la Seconde Guerre mondiale, la ligne atteint Ouagadougou finalement en octobre 1954, après 51 ans de travaux. La longueur totale de la voie ferrée est de 1 145 kilomètres.

## Exploitation

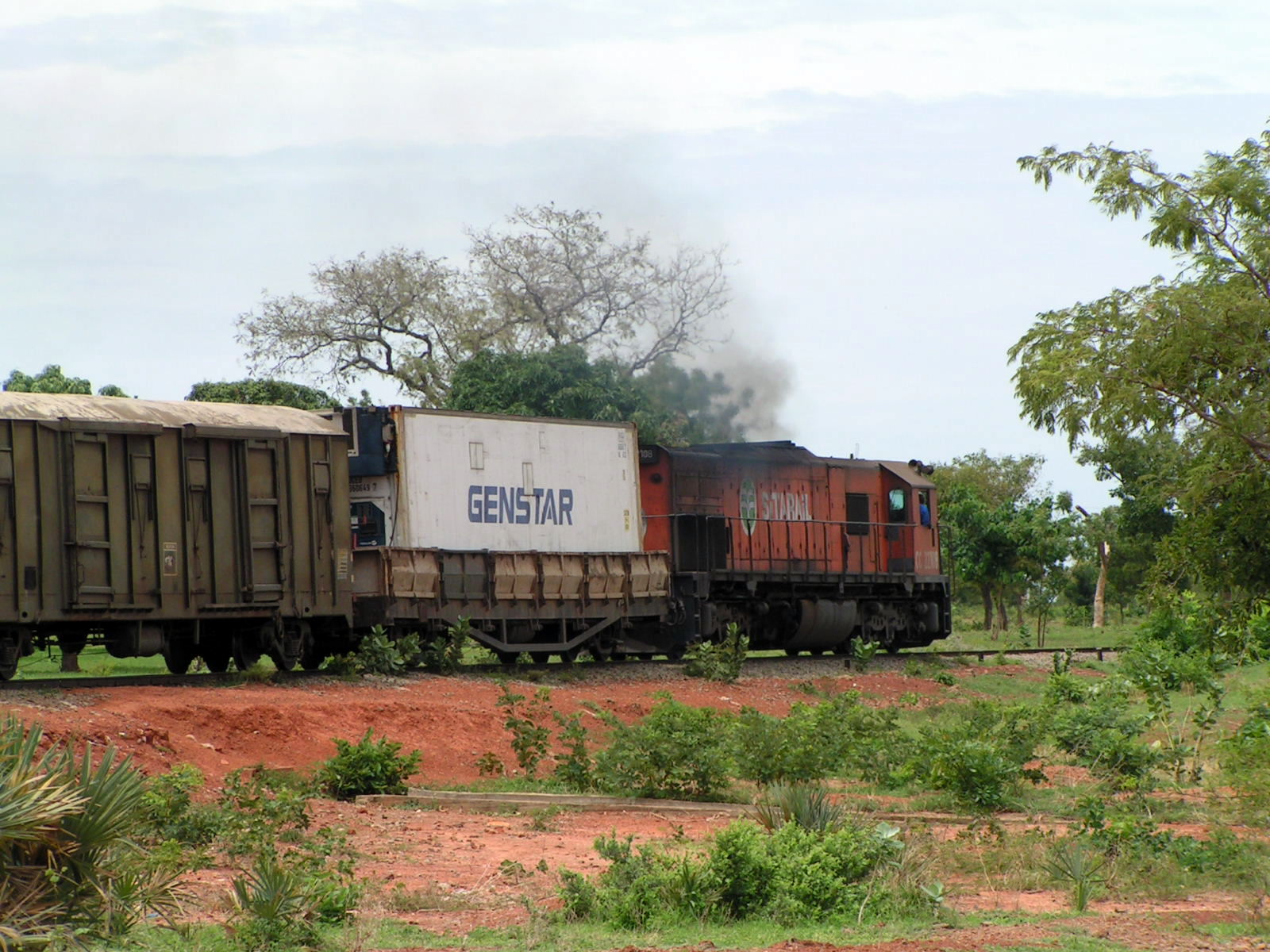
Train de marchandise Sitarail.

Après les indépendances, la Côte d’Ivoire et le Burkina Faso décidèrent d’assurer ensemble la gestion de la ligne qui se dégrada toutefois progressivement.
En 1987, à la suite de désaccords entre les deux pays et en raison des difficultés du transport ferroviaire, les autorités ivoiriennes et burkinabés optèrent pour une gestion séparée. 
Les problèmes se poursuivirent toutefois et, en 1995, sous la pression des bailleurs de fonds et dans un contexte de crise économique sévère, les deux États cédèrent-ils l’exploitation à un consortium privé, la Sitarail, composée majoritairement des groupes Bolloré et Maersk.
Trente-six gares sont actuellement desservies.
Tous les mardis, jeudis et samedis, six voitures sont réservées dans l'Express aux voyageurs (environ 500) au départ d'Abidjan. Ce moyen de transport vers le Burkina Faso connaît un regain d'intérêt aux dépens du bus consécutivement à la présence croissante des groupes djihadistes dans le sud du pays.
Au total, 200 000 passagers sont convoyés chaque année (contre quatre millions à la fin des années 1970). En 2019, le train mettait plus de trente heures pour parcourir les mille kilomètres jusqu'à Ouagadougou, à une vitesse moyenne de 35 km/h.
Environ 900 000 tonnes de fret sont acheminés chaque année par cette voie.

## Travaux
La concession de trente ans pour l'exploitation de la ligne détenue par Sitarail prévoit une extension de Kaya à Dori dans le nord du Burkina Faso. Sitarail a pour idée de concrétiser un jour le projet de grande boucle ferroviaire imaginée pendant la période coloniale, qui relierait les principaux ports francophones de la région (Abidjan, Cotonou et Lomé) tout en désenclavant le Sahel, via Ouagadougou, puis Niamey. Bolloré a d'ores et déjà commencé à construire ou réhabiliter les lignes entre Niamey au Niger, Cotonou au Bénin et Lomé au Togo. Mais l'instabilité politique de certains de ces pays et l'emprise croissante des groupes djihadistes dans certains zones n'a pas permis de concrétiser ce projet.
En revanche, des travaux de la réhabilitation de la ligne ont débuté le 15 septembre 2017 pour un montant 262 milliards de francs CFA (soit 400 millions d’euros) et qui doivent durer cinq ans. Ils doivent permettre aussi le prolongement de la ligne jusqu’à la ville de Kaya, située à 100 km au nord de Ouagadougou, laquelle devrait recevoir un barreau ferroviaire amenant le minerai de manganèse extrait de la mine de Tambao.